# 暫行民籍法
暫行民籍法（ざんこうみんせきほう）とは、国民の登録制度と手続を定めた満州国の法令。

## 概要
満州国では「満州国国民」を規定する「国籍法」が制定されることがなかった。その一方で「帝国人民タル男子」を徴兵対象とする国兵法が1940年4月に公布・施行されたことにより、国内の住民の身分関係を明らかにする必要があるため、暫定的に暫行民籍法が制定された。臨時国勢調査法に基づく国勢調査が1940年10月1日を基準日として実施された。民籍に記載された者は満洲国人民として扱われた。
1943年に施行された寄留法では、日本の現役軍人・軍属を除いた日本・中華民国出身者が本籍以外の一定の場所に90日以上滞在する場合は寄留者として寄留届を行うよう義務づけられた。また、1941年に公布された外国人入国滞在取締規則で日本・中華民国出身者を除いた外国人に対する取締りが行われた。

## 構成
- 第1章 通則
- 第2章 民籍ノ記載手続
- 第3章 届出
- 第4章 民籍ノ訂正
- 第5章 抗告
- 第6章 罰則
- 附則